# Jan Klusák
Jan Klusák, původním jménem Jan Filip Porges (* 18. dubna 1934 Praha), je český hudební skladatel.

## Život
Narodil se dne 18. dubna 1934 v Praze v česko-židovské rodině. Jeho otec tragicky zahynul v koncentračním táboře v Osvětimi. Své příjmení si skladatel ponechal po matce. Byl dvakrát ženatý. Se svou první manželkou Janou Klusákovou, rozenou Zvoníčkovou, byl rozveden v roce 1970. Z tohoto manželství má syna, hudebního publicistu Pavla Klusáka. Podruhé se oženil v roce 1979 s Milenou Čermákovou. Manželka zemřela v roce 2005.
Maturoval na Akademickém gymnáziu Štěpánská v Praze a pokračoval ve studiích (1953–1957) u Jaroslava Řídkého a Pavla Bořkovce na Hudební fakultě Akademie múzických umění v Praze v oboru skladba. Poté již působil jako skladatel, příležitostně herec a literát – od počátku své kariéry ve svobodném povolání.
Jeho kompoziční styl byl zprvu ovlivněn meziválečným neoklasicismem – zejména skladateli Išou Krejčím, Igorem Stravinským, Sergejem Prokofjevem. Od roku 1959 úzce spolupracoval s dirigentem a spolužákem Liborem Peškem, jehož souboru Komorní harmonie působícímu v Divadle Na Zábradlí věnoval řadu mnohdy avantgardních skladeb.
Napsal množství scénické hudby (např. Zahradní slavnost (1963), Václav Havel). Od 60. let se uplatňoval i ve filmu, a to nejen jako skladatel, ale i herec. Výrazné role ztvárnil ve snímcích československé nové vlny: O slavnosti a hostech (1966), Jan Němec; Sedmikrásky (1966), Věra Chytilová; Mučedníci lásky (1966), Jan Němec; Valerie a týden divů (1970), Jaromil Jireš a dalších. V těchto letech nastala i zásadní proměna v jeho stylové kompoziční orientaci – jako jeden z prvních se odvážně přiklonil k technikám Druhé vídeňské školy, Nové hudby, Darmstadtu, dodekafonie, serialismu, které byly tehdejší ideologií potlačovány, a staly se mu východiskem pro jeho následující tvorbu.
Po invazi vojsk Varšavské smlouvy do Československa byla jeho veřejná činnost režimem utlumována a byl označen za politicky nežádoucí osobu, protože mimo jiné zkomponoval hudbu ke dvěma zakázaným filmům: Den sedmý - osmá noc (1969), Evald Schorm a Konec srpna v hotelu Ozon (1966), Jan Schmidt.
V normalizační době našel své místo v Divadle Járy Cimrmana, kde se zařadil i mezi divadelní herce. Zároveň zde hudebně spolupracoval na představeních: Hospoda Na Mýtince (1969), Vražda v salonním coupé (1970), Cimrman v říši hudby (1973), Dlouhý, Široký a Krátkozraký (1974). V roce 1976 však musel odejít jako politicky nespolehlivá osoba.
Po sametové revoluci se stává opět veřejně činným. Byl zvolen předsedou hudebního odboru obnoveného spolku Umělecká beseda, místopředsedou České hudební rady i do umělecké komise mezinárodního hudebního festivalu Pražské jaro.
Vedle své skladatelské činnosti (dosáhl úspěchů jak na poli koncertním, tak jako autor scénické, filmové a televizní hudby) se uplatnil i v oblasti herecké a literární. Za zásluhy o stát v kultuře a umění byl v roce 2006 při příležitosti státního svátku vzniku samostatné Československé republiky oceněn Medailí Za zásluhy III. stupně z rukou prezidenta Václava Klause.

## Dílo
výběr:
- Čtyři malá hlasová cvičení, na texty Franze Kafky, recitace a dechový soubor, 1960
- Obrazy pro dvanáct dechových nástrojů, 1960
- Variace na téma Gustava Mahlera pro orchestr, 1960–62
- Zemský ráj to napohled, symfonická báseň pro velký orchestr, 1998
- Axis Temporum, pro velký orchestr, 2003–04
- Stesk po Mozartovi, fantazie pro komorní orchestr s obligátním hobojem, 1991
- Scherzo capriccioso, symfonická báseň č. 2 pro orchestr, 2005–06, na objednávku MHF Pražské jaro
- Filoktétés, opera, premiéra 2015

## Diskografie
výběr:
- Jan Klusák, Multisonic a. s. 1994
- String Quartets Nos. 1 – 5, Panton 1996
- Axis temporum – skladatelský profil Jana Klusáka, Maximum Hannig 2004
- Zpráva pro akademii, Bertram a Mescalinda (hlavní role: Jaroslava Maxová, Jaroslav Březina, Roman Janál), Národní divadlo 2002
- Obrazy z let šedesátých – skladby Jana Klusáka komponované v letech 1960–65 a nahrané v letech 1963–68, Maximum Hannig 2005
- Stesk po Mozartovi, Maximum Hannig 2006
- Mýty a mystéria, Maximum Hannig 2007
- Invence, 2014

## Filmové role
výběr:
- O slavnosti a hostech (1966), Jan Němec
- Sedmikrásky (1966), Věra Chytilová
- Mučedníci lásky (1966), Jan Němec
- Valerie a týden divů (1970), Jaromil Jireš
- Obsluhoval jsem anglického krále (2006), Jiří Menzel

dokumenty:
- GEN: Jan Klusák (2002), Jan Němec
- Jan Klusák – Axis Temporum (2009), Dan Krameš

## Divadelní role
Divadlo Járy Cimrmana:
- Hospoda Na Mýtince (1969) Hostinský
- Akt (1969) Žíla
- Vražda v salonním coupé (1970) Továrník Meyer
- Němý Bobeš (1971) Lékař
- Cimrman v říši hudby (1973) Dirigent
- Dlouhý, Široký a Krátkozraký (1974) Děd Vševěd